# Charles Laurent-Thouverey
Charles Faustin Henri Laurent-Thouverey, né le 1er mai 1901, à Dole et mort le 16 septembre 1989, dans cette même ville, est un homme politique français.

## Jeunesse
Charles Laurent-Thouverey est né le 1er mai 1901, à Dole, sous-préfecture du département du Jura.
Il fait ses humanités au Collège de l'Arc, dans sa ville natale, puis étudie le droit à la Faculté de droit, sciences politiques et gestion de Strasbourg, avant d'intégrer l'Institut d'enseignement commercial supérieur de cette même ville. Cette formation lui permet de revenir s'installer à Dole comme agent général d'assurance.

## À l'épreuve de la Seconde Guerre mondiale
Charles Laurent-Thouverey est fait prisonnier en 1939. Transféré en Allemagne, il entame une grève de la faim afin de contraindre les Allemands, craignant la tuberculose et la contagion, à le rapatrier.
 
Il rentre à Dole (Jura), en 1941, après vingt-sept mois de captivité, où il entre en Résistance active, délivrant notamment de fausses cartes d'identité.
 
Arrêté par la Gestapo, il est interné à Compiègne puis déporté au camp de concentration de Neuengamme, duquel il ne sort qu'en 1945. Il ne pèse alors plus que trente-cinq kilos.

## Carrière politique
Charles Laurent-Thouverey est élu conseiller municipal de Dole dès 1945, puis maire deux ans plus tard. Il le demeure jusqu'en 1968.
Il se lance parallèlement dans le militantisme et prend la présidence du Parti radical pour l'arrondissement de Dole.
Le 7 novembre 1948, il est élu conseiller de la République, du groupe Rassemblement des gauches républicaines et Gauche démocratique. Durant son mandat, il est nommé à la Commission de la production industrielle et à celle du travail et de la sécurité sociale, puis à celle de la presse, de la radio et du cinéma, et est en outre nommé membre suppléant des commissions des moyens de communication et de la reconstruction.
Il est réélu le 19 juin 1955 et prend la vice-présidence de la Commission de la production industrielle. Les 2 et 3 juin 1958, il vote les pleins pouvoirs au gouvernement du Général de Gaulle et de la révision constitutionnelle.
Candidat du Rassemblement des gauches républicaines à la députation de la deuxième circonscription du Jura (Saint-Claude), le 30 novembre 1958, il subit une défaite face au gaulliste Max Montagne.
Il est toutefois élu sénateur, le 26 avril 1959. Durant son mandat, il vote les pouvoirs spéciaux au Gouvernement Debré, lors de la Semaine des barricades d'Alger, est nommée délégué suppléant à l'Assemblée consultative du Conseil de l'Europe, puis siège à la Commission des affaires économiques et du plan au Sénat, avant de rejoindre, en 1964, celle des affaires étrangères, de la défense et des forces armées. En 1965, il se prononce en faveur de la réforme des régimes matrimoniaux.
Réélu le 26 septembre 1965, il poursuit son travail auprès de la Commission des affaires étrangères, de la défense et des forces armées, avant de retrouver celle des affaires économiques et du plan, en 1968.
Lors de la séance du 5 décembre 1967, il vote la légalisation de la contraception médicamenteuse. L'année suivante, il s'oppose au projet de réforme du Sénat et de régionalisation de la France, puis à la fondation des régions françaises, en 1972.
Enfin, lors de la séance du 28 juin 1974, il se prononce en faveur de l'abaissement de l'âge de la majorité à 18 ans.

## Mort et hommage
Charles Laurent-Thouverey meurt, des suites d'une longue maladie, le 16 septembre 1989, à Dole. 
Une rue et une avenue de cette ville, porte son nom, en hommage. 

## Distinctions
Pour ses faits d'armes lors de la Seconde Guerre mondiale, Charles Laurent-Thouverey est décoré de la Croix de Guerre et élevé à la dignité de Chevalier de la Légion d'honneur. Pour sa dévotion politique à la France, il est fait Officier de la Légion d'honneur.